# Efebo de Crítio
O Efebo de Crítio é uma escultura da Grécia Antiga de transição entre o período Arcaico e o período Clássico, considerada uma peça fundamental no entendimento da evolução do estilo de representação naturalista do corpo humano entre os gregos. Está acervado no Museu da Acrópole de Atenas.
Apesar do nome pela qual se tornou conhecida, a atribuição da obra ao escultor Crítio é conjetural, baseada em semelhanças estilísticas com o grupo dos Tiranicidas, esculpido por Crítio e Nesiotes. O torso foi encontrado na Acrópole de Atenas em 1864, durante as escavações necessárias para as fundações do projetado Museu da Acrópole. A cabeça que hoje possui foi encontrada em 1888 separadamente e em outro local, e foi reintegrada seguindo-se a opinião do celebrado arqueólogo Adolf Furtwängler, mas ela tem um acabamento diferente e não se encaixa com perfeição, e pensa-se hoje geralmente que não pertence à obra original. Contudo, por ocasião de um restauro recente, um importante estudioso contemporâneo, Jeffrey Hurwit, analisou esses problemas e considerou que o depósito da cabeça em outro local provavelmente a fez sofrer desgastes diferentes daqueles por que passou o torso, e concluiu que as peças são parte da mesma obra. Acredita-se que  o Efebo represente um heroi, mais provavelmente Teseu, ou um atleta vitorioso, e pode ter sido um ex-voto.
Sua datação foi estabelecida entre c. 485 e c. 480 a.C., mas é controversa. Supõe-se que foi depredado durante a invasão persa de 479 a.C., que causou grandes danos às estruturas da Acrópole, e pode ter sido enterrado ritualmente junto com os escombros da destruição para possibilitar a reconstrução do sítio, embora o achado conjunto de outras peças de épocas diferentes e outras evidências arqueológicas tenham dado margem a polêmicas sobre sua origem, função, datação e destino.
O Efebo de Crítio é a imagem de um adolescente nu. Tem 0,86m de altura e foi talhado em mármore de Paros. Talvez fosse uma derivação de um protótipo em bronze. Faltam-lhe os dois antebraços, a perna direita e o pé esquerdo. Mostra os cabelos curtos com uma franja em relevo, as cavidades oculares são vazias, originalmente deviam ter incrustações em vidro ou outro material, e a expressão é impassível, com feições idealizadas e esquemáticas. A anatomia é delineada com muita parcimônia, mostrando apenas os traços essenciais. O nariz, queixo e pescoço têm alguns danos. A postura dos braços é incerta, mas provavelmente pendiam ao lado do corpo. Favorece esta hipótese a existência de um fragmento de mármore saliente junto ao seu quadril esquerdo, que deve ter sido parte de uma projeção que ligava o corpo com os braços, ajudando a estabilizá-los, como se vê em muitas outras esculturas em mármore.
A perna direita está ligeiramente projetada em relação à esquerda, a qual sustenta o peso do corpo, fazendo com que surja uma sugestão de movimento, os quadris se desnivelem e o corpo assuma uma suave curvatura. É uma representação incipiente da postura chamada contrapposto, que rompeu a simetria, a estilização e a frontalidade que caracterizaram a escultura do período Arcaico, tipificada em seu modelo básico, o kouros, que havia sido erigido como a representação ideal dos valores aristocráticos, prenunciando a aparição de uma nova estética, associada a uma nova ética. É a mais antiga representação conhecida do contrapposto, tendo grande importância como elemento fundamental para o estudo contemporâneo da passagem da tradição antiga para a que viria a se desenvolver no período Clássico, onde esta postura seria plenamente desenvolvida por Policleto e outros e permitiria avanços ainda mais marcantes na representação naturalista da figura humana. Este período transicional é conhecido como Estilo Severo. Na interpretação de Jeffrey Hurwit, 
"A postura assimétrica do Efebo Louro e do Efebo de Crítio não é produto simplesmente da aquisição de novas habilidades — o escultor arcaico saberia relaxar o seu kouros se assim desejasse — mas sim de uma nova atitude, um novo significado atribuído à imagem nuclear da arte grega: a figura isolada de um homem nu. Pela alteração do equilíbrio do corpo e pela sua curvatura, o Efebo de Crítio adquire vida. Uma parte do corpo afeta a outra, e todas as partes se subordinam ao ritmo curvo do conjunto. O bloco de pedra que sempre permanecera implícito no esquematismo do kouros, que era rigidamente controlado, finalmente é rompido, e cai a barreira entre o espaço limitado da estátua e o espaço ilimitado do observador. O Efebo de Crítio não é a 'qualquer pessoa' democrática como certos eruditos o têm analisado: ele ainda é uma imagem aristocrática. Mas aristocratas precisam agir em uma democracia de maneira diferente do que fazem numa aristocracia. A ascensão da democracia em Atenas impôs um ajuste na visão que os aristocratas tinham de si mesmos e de seus valores. Por conseguinte, ajustes também precisavam ser feitos nas imagens que a aristocracia usava para refletir e representar a si mesma. Nesta época o kouros já não era meramente um fóssil artístico: era uma imagem social e politicamente carregada de todas as piores associações, que expressava os ideais errados. Por isso tornou-se obsoleto. No final, o Efebo de Crítio parece exercer seu livre arbítrio e ocupar o mesmo espaço que nós, da mesma forma que nós, respirando o mesmo ar. O kouros aristocrático permanece distante, intocável. O Efebo de Crítio é penetrável, quase vulnerável.
"O Efebo Louro e o Efebo de Crítio representam não apenas uma ideia abstrata de juventude, como fazia o kouros, mas sim uma juventude ideal. Mesmo assim, eles vivem. O kouros, seguro em seu esquema e em sua 'caixa' de espaço, olha através de nós, transcendendo as limitações humanas porque não presta atenção a elas. O Efebo Louro e o Efebo de Crítio fazem uma pausa e parecem prestar uma grande atenção. Eles olham, não para fora, mas para dentro, e sua introversão, assim como sua postura, é o que os torna clássicos. [...] Eles, de fato, prenunciam um novo ideal, uma nova virtude: sofrosine, moderação, a doutrina do autoconhecimento e do conhecimento das limitações humanas — a doutrina clássica por excelência".